# HD 163624
HD 163624，又名BD+00 3816，SAO 122950、HR 6689，是一颗恒星，视星等为5.97，位于銀經26.7，銀緯12.1，其B1900.0坐标为赤經17h 51m 56.9s，赤緯+0° 12.1′ 49″。